# Extremadura UD
Extremadura Unión Deportiva er et spansk fodboldhold med base i Almendralejo, i det autonome samfund Extremadura. Klubben er grundlagt i 2007, og spiller i Segunda División. Klubbens hjemmekampe bliver spillet på Estadio Francisco de la Hera .

## Historie
Extremadura Unión Deportiva blev grundlagt i 2007, da den eksisterende CF Extremadura-klub oplevede alvorlige økonomiske problemer, hvilket førte den til, at den gik konkurs tre år senere.
På kun tre sæsoner nåede klubben tredje division af spansk fodbold . Der sluttede klubben imidlertid som nummer 19 og sidste (på grund af AD Cerro de Reyes Badajoz Atlético trak sig fra turneringen) i sin første sæson, hvorfor de straks blev nedrykket.
Fem år senere, i 2016, rykkede Extremadura igen op i Segunda División B med en 2-0 samlet play-off-sejr over UB Conquense. I 2018 blev klubben for første gang forfremmet til Segunda División efter at have besejret FC Cartagena 1–0 sammenlagt i den sidste runde af slutspillet. I sin første sæson i Segunda División sluttede Extremadura som nummer 13.

## Sæson til sæson
| Sæson   | Rækker | Division   | Placering | Copa del Rey |
| ------- | ------ | ---------- | --------- | ------------ |
| 2007-08 | 6      | 1ª Reg.    | 1.        |              |
| 2008-09 | 5      | Reg. Pref. | 1.        |              |
| 2009-10 | 4      | 3ª         | 3.        |              |
| 2010-11 | 3      | 2ªB        | 19.       |              |
| 2011-12 | 4      | 3ª         | 3.        |              |
| 2012-13 | 4      | 3ª         | 1.        |              |
| 2013-14 | 4      | 3ª         | 6.        | Første runde |
| 2014-15 | 4      | 3ª         | 2.        |              |
| 2015-16 | 4      | 3ª         | 1.        |              |
| 2016-17 | 3      | 2ªB        | 13.       | Anden runde  |
| 2017-18 | 3      | 2ªB        | 4.        |              |
| 2018-19 | 2      | 2ª         | 13.       | Anden runde  |
| 2019-20 | 2      | 2ª         |           | Første runde |

- 2 sæsoner i Segunda División
- 3 sæsoner i Segunda División B
- 6 sæsoner i Tercera División

## Nuværende hold
Oversigten er opdateret til og med 19. Februar 2020
| Nr. | Land    | Position | Spiller                             |
| --- | ------- | -------- | ----------------------------------- |
| 1   | Spanien | MM       | Casto                               |
| 2   | Spanien | FO       | Álex Díez                           |
| 4   | Spanien | FO       | Ángel Bastos                        |
| 5   | Spanien | FO       | Fran Cruz                           |
| 6   | Spanien | FO       | José Pardo                          |
| 7   | Kina    | MI       | Gao Leilei                          |
| 8   | Uruguay | MI       | Gio Zarfino (anfører)               |
| 9   | Spanien | AN       | Álex Alegría (på leje fra Mallorca) |
| 10  | Spanien | AN       | Kike Márquez                        |
| 11  | Spanien | AN       | Airam Cabrera                       |
| 12  | Spanien | MI       | Borja Granero                       |
| 14  | Spanien | MI       | Nono                                |

| Nr. | Land       | Position | Spiller                           |
| --- | ---------- | -------- | --------------------------------- |
| 15  | Spanien    | MI       | Cristian Rodríguez                |
| 16  | Spanien    | AN       | Pinchi                            |
| 17  | Spanien    | MI       | Víctor Pastrana                   |
| 20  | Spanien    | MI       | Roberto Olabe (på leje fra Eibar) |
| 21  | Spanien    | MI       | Sergio Gil                        |
| 22  | Spanien    | MI       | David Rocha                       |
| 23  | Spanien    | AN       | Álex López (på leje fra Mallorca) |
| 28  | Japan      | MM       | Louis Yamaguchi                   |
| 29  | Grækenland | FO       | Haris Stamboulidis                |
| 30  | Ghana      | MI       | Emmanuel Lomotey                  |
| 40  | Chile      | MM       | Gonzalo Collao                    |

## Stadion
Estadio Francisco de la Hera, Extremaduras hjemmebane, blev bygget i 1996 og har en kapacitet på 11.580.[kilde mangler]

## Reservehold
Extremadura UD B blev oprettet efter at have integreret San José Promesas i klubben i 2016. I sin første sæson spillede det med navnet Extremadura San José, før det skiftede til sit nuværende navn i den efterfølgende sæson.[kilde mangler]

## Kvindehold
Extremadura UD Femenino blev staret i juli 2017 efter at have integreret strukturen fra den tidligere Extremadura Femenino CF i klubben.